# Mihkel Räim
Mihkel Räim (* 3. července 1993) je estonský profesionální silniční cyklista jezdící za UCI Continental tým Ferei Quick–Panda Podium Mongolia Team.

## Hlavní výsledky
2010
Národní šampionát
 vítěz silničního závodu juniorů
Tour de la Region de Łódź
 celkový vítěz
vítěz etap 1, 3 a 4
2011
Ostrovní hry
 vítěz silničního závodu
2012
9. místo Jūrmala Grand Prix
2013
Baltic Chain Tour
vítěz 5. etapy
8. místo Jūrmala Grand Prix
2014
Kolem Estonska
7. místo celkově
2015
Ostrovní hry
 vítěz silničního závodu
Grand Prix Chantal Biya
 vítěz bodovací soutěže
vítěz etap 1 a 3
2. místo Coppa dei Laghi-Trofeo Almar
6. místo Ronde van Vlaanderen Beloften
2016
Národní šampionát
 vítěz silničního závodu
Tour de Hongrie
 celkový vítěz
vítěz 1. etapy
Tour de Beauce
vítěz etap 1 a 4
Kolem Estonska
3. místo celkově
Grand Prix Cycliste de Saguenay
3. místo celkově
5. místo GP Kranj
9. místo GP Adria Mobil
9. místo Tro-Bro Léon
2017
Ostrovní hry
 vítěz silničního závodu
Tour d'Azerbaïdjan
vítěz 1. etapy
Colorado Classic
vítěz 4. etapy
Okolo Slovenska
4. místo celkově
vítěz 1. etapy
Kolem Estonska
5. místo celkově
8. místo Coppa Bernocchi
10. místo Schaal Sels
2018
Národní šampionát
 vítěz silničního závodu
vítěz Great War Remembrance Race
Vuelta a Castilla y León
vítěz 2. etapy
Tour of Japan
vítěz 4. etapy
2. místo Rund um Köln
Tour de Korea
7. místo celkově
vítěz 2. etapy
2019
Kolem Estonska
 celkový vítěz
 vítěz bodovací soutěže
vítěz 2. etapy
Turul României
vítěz 3. etapy
Kolem jezera Tchaj-chu
4. místo celkově
4. místo Grand Prix de la Somme
6. místo Antwerp Port Epic
7. místo Grote Prijs Stad Zottegem
2020
Tour of Antalya
vítěz 1. etapy
2021
Národní šampionát
 vítěz silničního závodu
Bělehrad–Banja Luka
 celkový vítěz
vítěz 4. etapy
Istrian Spring Trophy
vítěz 3. etapy
Kolem Bulharska
vítěz 3. etapy
5. místo GP Polski
Baltic Chain Tour
6. místo celkově
7. místo GP Slovenian Istria
2022
Národní šampionát
 vítěz silničního závodu
Kolem Estonska
8. místo celkově
Baltic Chain Tour
8. místo celkově
2023
Kolem jezera Pcho-jang
vítěz 10. etapy
Tour of Tea Horse
2. místo celkově
vítěz etap 1 a 6
6. místo GP Adria Mobil

### Výsledky na Grand Tours
| Grand Tour      | 2020 |
| --------------- | ---- |
| Giro d'Italia   | —    |
| Tour de France  | —    |
| Vuelta a España | 139  |

| —   | Nezúčastnil se |
| DNF | Nedokončil     |